# Somerset (California)
Somerset es un área no incorporada ubicada en el condado de El Dorado en el estado estadounidense de California.

## Geografía
Somerset se encuentra ubicada en las coordenadas 38°38′52″N 120°41′9″O / 38.64778, -120.68583.